# Tò mò

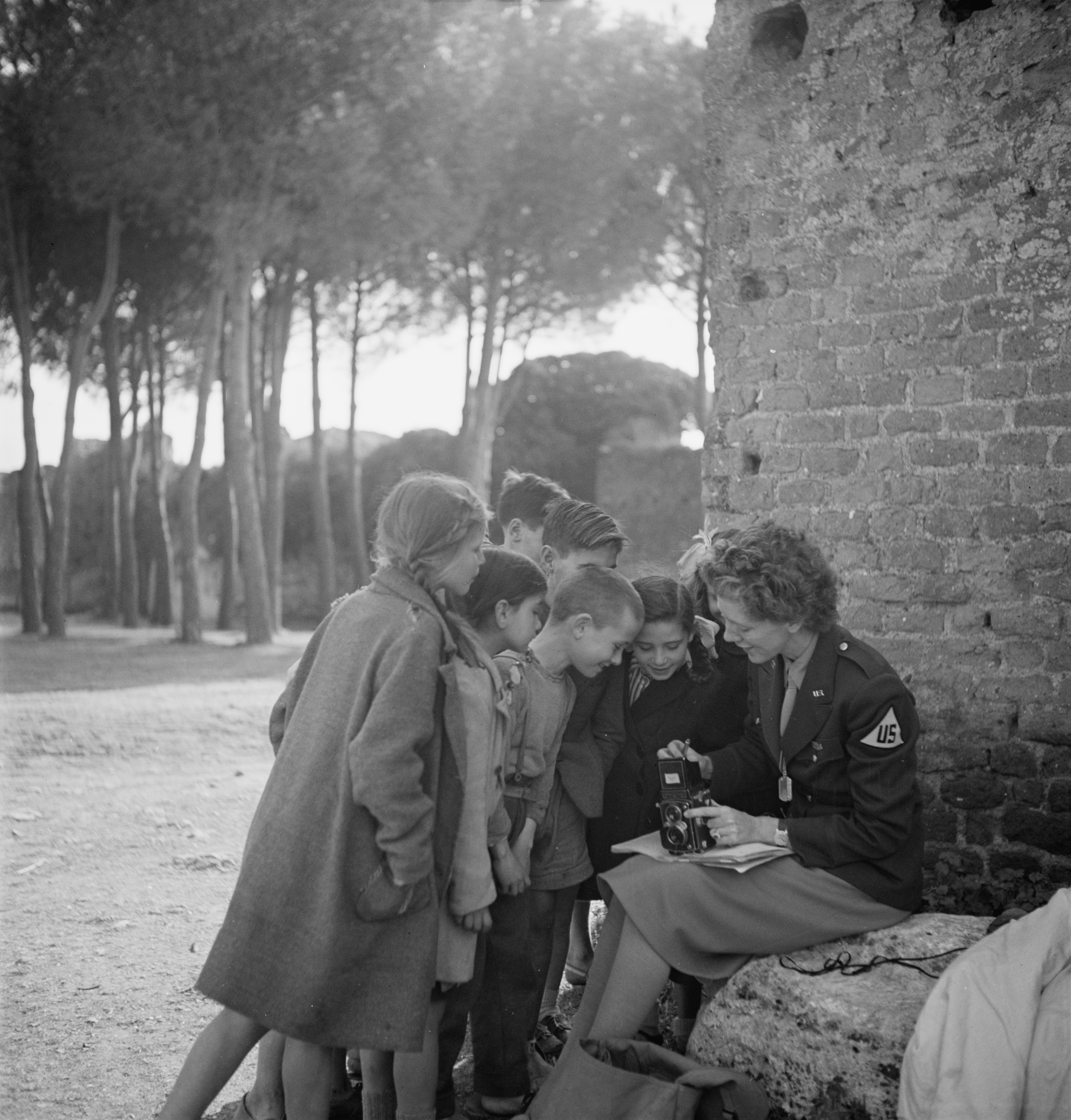
Những đứa trẻ tò mò tụ tập quanh nhiếp ảnh gia Toni Frissell, nhìn vào máy ảnh của cô (khoảng năm 1945)

Tò mò là một phẩm chất liên quan đến việc tư duy thu thập như thăm dò, điều tra, và học tập, một cách rõ ràng bằng cách quan sát ở người và động vật khác. Sự tò mò gắn liền với tất cả các khía cạnh của sự phát triển của con người, trong đó xuất phát quá trình học hỏi và khao khát có được kiến thức và kỹ năng.
Thuật ngữ tò mò cũng có thể được sử dụng để biểu thị hành vi hoặc cảm xúc của sự tò mò, liên quan đến mong muốn có được kiến thức hoặc thông tin. Sự tò mò như một hành vi và cảm xúc được quy cho hàng thiên niên kỷ là động lực thúc đẩy không chỉ sự phát triển của con người, mà cả sự phát triển trong khoa học, ngôn ngữ và công nghiệp.

## Nguyên nhân

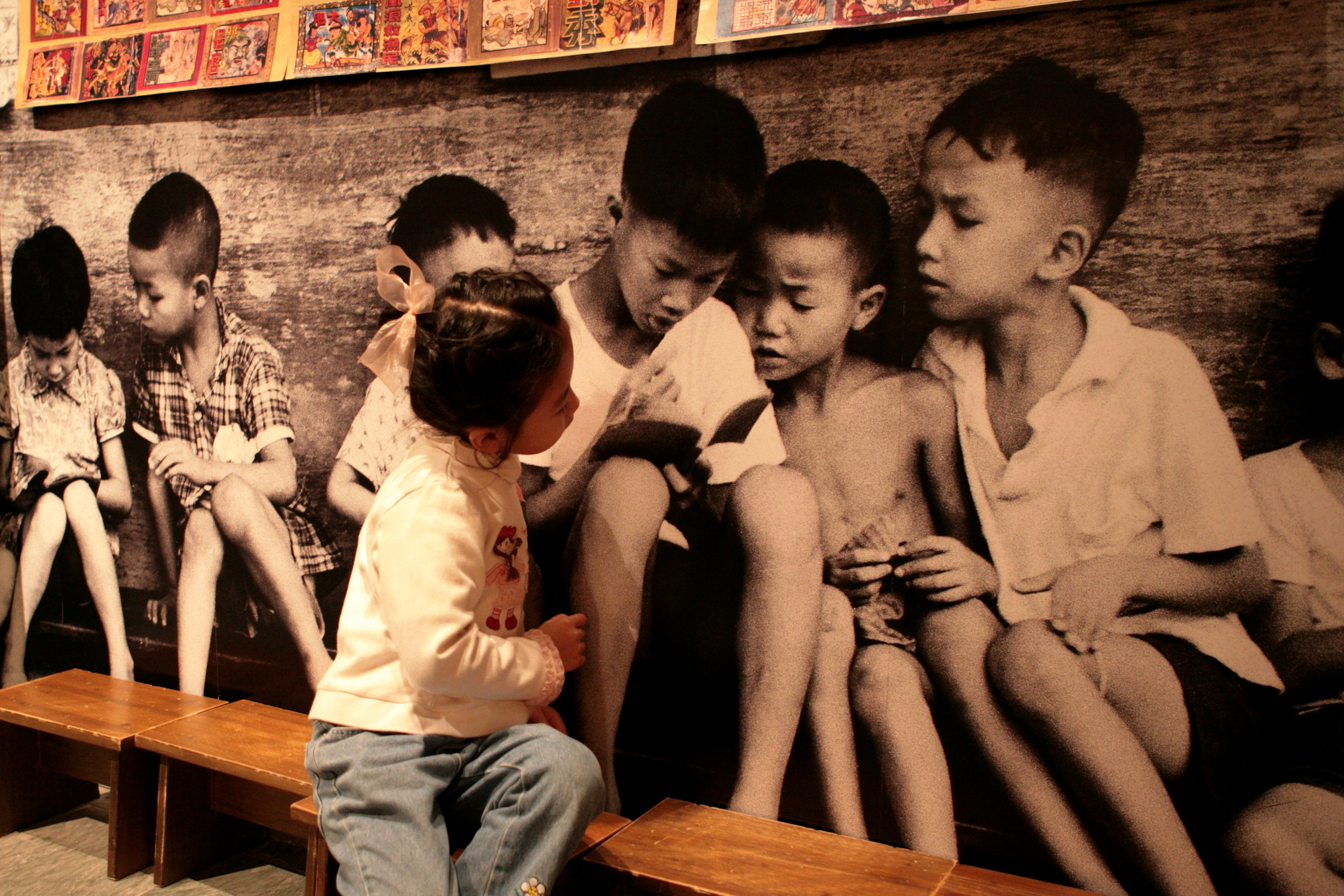
Trẻ nhìn qua vai bạn để xem bạn bè đang đọc gì.

Sự tò mò có thể được xem là một phẩm chất bẩm sinh của nhiều loài khác nhau. Nó là phổ biến đối với con người ở mọi lứa tuổi từ giai đoạn trứng nước  đến khi trưởng thành, và rất dễ quan sát ở nhiều loài động vật khác; chúng bao gồm vượn, mèo và động vật gặm nhấm. Định nghĩa ban đầu trích dẫn sự tò mò như một mong muốn thúc đẩy thông tin. Mong muốn động lực này đã được cho là xuất phát từ một niềm đam mê hoặc sự thèm muốn có được kiến thức, thông tin và hiểu biết.
Những ý tưởng truyền thống về sự tò mò gần đây đã mở rộng để xem xét sự khác biệt giữa sự tò mò là hành vi khám phá bẩm sinh có trong tất cả các loài động vật và sự tò mò như mong muốn có được kiến thức được gán cho con người.

## Lý thuyết
Giống như những mong muốn khác và cần những trạng thái mang chất lượng ngon miệng (ví dụ như thực phẩm), sự tò mò được liên kết với hành vi khám phá và kinh nghiệm khen thưởng. Sự tò mò có thể được mô tả là những cảm xúc tích cực và tiếp thu kiến thức; khi sự tò mò của một người đã được khơi dậy, nó được coi là bổ ích và dễ chịu. Khám phá thông tin mới cũng có thể là bổ ích vì nó có thể giúp giảm các trạng thái không chắc chắn không mong muốn hơn là kích thích sự quan tâm. Các lý thuyết đã nảy sinh trong nỗ lực tìm hiểu thêm nhu cầu này để khắc phục tình trạng không chắc chắn và mong muốn tham gia vào trải nghiệm thú vị của các hành vi khám phá.